# Vibrante simples retroflexa surda
O flepe, vibrante simples ou tepe retroflexo surdo é um som relatado como ocorrendo como uma realização dialetal de /ʂ/ na língua Dhivehi. O símbolo no Alfabeto Fonético Internacional que representa este som é ⟨ɽ̊⟩, e o símbolo X-SAMPA equivalente é r`_0.

## Características
- Sua forma de articulação é tepe ou flepe, o que significa que é produzida com uma única contração dos músculos de forma que um articulador (geralmente a língua) é lançado contra outro.
- Seu local de articulação é retroflexo, o que significa prototipicamente que ele está articulado subapical (com a ponta da língua enrolada para cima), mas de forma mais geral, significa que é pós-alveolar sem ser palatalizado. Ou seja, além da articulação subapical prototípica, o contato da língua pode ser apical (pontiagudo) ou laminal (plano).
- Sua fonação é surda, o que significa que é produzida sem vibrações das cordas vocais.
- Em alguns idiomas, as cordas vocais estão ativamente separadas, por isso é sempre sem voz; em outras, as cordas são frouxas, de modo que pode assumir a abertura de sons adjacentes.
- É uma consoante oral, o que significa que o ar só pode escapar pela boca.
- O mecanismo da corrente de ar é pulmonar, o que significa que é articulado empurrando o ar apenas com os pulmões e o diafragma, como na maioria dos sons.

## Ocorrência
| Língua    | Língua          | Palavra              | AFI                  | Significado | Notas                                                                         |
| --------- | --------------- | -------------------- | -------------------- | ----------- | ----------------------------------------------------------------------------- |
| Diveí     | Alguns dialetos | [exemplo necessário] | [exemplo necessário] |             | Pode ser uma vibrante múltipla no lugar Corresponde a /ʂ/ em outros dialetos. |
| Norueguês | Dialeto Selbu   | mølk                 | [mœɽ̊k]               | Leite       | Alofone muito raro de /ɽ/ antes de /k/ e /p/.                                 |
| Português | Paulista        | Morte                | [moɽ̊t͡ʃɪ]             | Morte       | Alofone muito raro de /ɽ/ antes de consoantes surdas.                         |